# 태즈 (프로레슬링 선수)

태즈(Tazz, 본명 피터 세네르시아(Peter Senercia), 1967년 10월 11일 ~ )는 미국의 남자 프로레슬링선수다. 현재 북미에서 WWE 다음으로 2대 단체로 불리는 TNA에 활동하고 있다.

## 수상 경력
- CWA 라이트 헤비웨이트 챔피언
- ECW 월드 헤비웨이트 챔피언 2회
- ECW 월드 텔레비전 챔피언 2회
- ECW 월드 태그팀 챔피언 3회
- ECW 4대 트리플 크라운
- WWE 월드 태그팀 챔피언 (구 버전) 1회
- WWE 하드코어 챔피언 3회